# Aphaenogaster weulersseae
Aphaenogaster weulersseae är en myrart som beskrevs av Henri Cagniant 1989. Aphaenogaster weulersseae ingår i släktet Aphaenogaster och familjen myror. Inga underarter finns listade i Catalogue of Life.